# Ján Škultéty
Ján Škultéty (10. června 1923 – 13. listopadu 2011) byl slovenský a československý politik Komunistické strany Slovenska a poúnorový poslanec Národního shromáždění ČSSR a Sněmovny lidu Federálního shromáždění.

## Biografie
Ve volbách roku 1964 byl zvolen za KSS do Národního shromáždění ČSSR za Východoslovenský kraj. V Národním shromáždění zasedal až do konce volebního období parlamentu v roce 1968.
K roku 1968 se profesně uvádí jako ředitel závodu z obvodu Prešov.
Po federalizaci Československa usedl roku 1969 do Sněmovny lidu Federálního shromáždění (volební obvod Prešov). Ve Federálním shromáždění setrval do konce volebního období parlamentu, tedy do voleb roku 1971.